# Monotrema affine
Monotrema affine är en gräsväxtart som beskrevs av Bassett Maguire. Monotrema affine ingår i släktet Monotrema och familjen Rapateaceae. Inga underarter finns listade i Catalogue of Life.